# Campeonato de Primera D 2009-10
El Campeonato de Primera D 2009-10 fue la sexagésima edición del torneo. Se disputó del 22 de agosto de 2009 al 30 de mayo de 2010. 
Los nuevos equipos participantes fueron: Muñiz que volvió de la desafiliación y el descendido de la Primera C, Cañuelas. En total participaron 18 equipos, que jugaron a dos ruedas un total de 34 fechas. 
El campeón fue UAI Urquiza, que días antes de comenzar el torneo había modificado su denominación, salió campeón y obtuvo el primer ascenso. El ganador del torneo reducido fue el Club Social y Deportivo Liniers, que ganó luego en la promoción frente a Argentino de Rosario, y obtuvo el segundo ascenso a la Primera C. 
El torneo determinó, también, la desafiliación por una temporada del Club Social y Deportivo Muñiz, que tuvo el peor promedio de la tabla.

## Ascensos y descensos
| Promedio | Desafiliado de la Primera D 2008-09 |
| -------- | ----------------------------------- |
| 18.º     | Puerto Nuevo                        |

| Reafiliado |
| ---------- |
| Muñiz      |

| Posición | Ascendido a la Primera C 2009-10 |
| -------- | -------------------------------- |
| 1.º      | Midland                          |

| Promedio | Descendido de la Primera C 2008-09 |
| -------- | ---------------------------------- |
| 20.º     | Cañuelas                           |

## Equipos
| Equipo               | Ciudad             | Estadio                   | Capacidad |
| -------------------- | ------------------ | ------------------------- | --------- |
| Argentino de Quilmes | Quilmes            | Argentino de Quilmes      | 7000      |
| Atlas                | General Rodríguez  | Ricardo Puga              | 2500      |
| Cañuelas             | Cañuelas           | Jorge Alfredo Arín        | 1500      |
| Central Ballester    | General San Martín | Monumental de Villa Lynch | 1000      |
| Centro Español       | Morón              | Juan Antonio Arias        | 3000      |
| Claypole             | Claypole           | Rodolfo Vicente Capocasa  | 1000      |
| Deportivo Paraguayo  | Buenos Aires       | José María Moraños        | 1500      |
| Deportivo Riestra    | Buenos Aires       | Guillermo Laza            | 3000      |
| Dock Sud             | Dock Sud           | De Los Inmigrantes        | 9500      |
| Ituzaingó            | Ituzaingó          | Ituzaingó                 | 3500      |
| Juventud Unida       | San Miguel         | Néstor Bedgni             | 3200      |
| Liniers              | San Justo          | Juan Antonio Arias        | 3000      |
| Lugano               | Tapiales           | José María Moraños        | 1500      |
| Muñiz                | Muñiz              | Ricardo Puga              | 2500      |
| San Martín           | Burzaco            | Francisco Boga            | 3500      |
| UAI Urquiza          | Villa Lynch        | Monumental de Villa Lynch | 1000      |
| Victoriano Arenas    | Valentín Alsina    | Saturnino Moure           | 1500      |
| Yupanqui             | Buenos Aires       | Guillermo Laza            | 3000      |

### Distribución geográfica de los equipos
| Región                                   | Cant. | Equipos |
| ---------------------------------------- | ----- | --- |
| Conurbano bonaerense                     | 13    | Argentino de Quilmes, Central Ballester, Centro Español, Claypole, Dock Sud, Ituzaingó, Juventud Unida, Liniers, Lugano, Muñiz, San Martín (B), UAI Urquiza y Victoriano Arenas |
| Ciudad de Buenos Aires                   | 3     | Deportivo Paraguayo, Deportivo Riestra y Yupanqui |
| Interior de la provincia de Buenos Aires | 2     | Atlas y Cañuelas |

## Formato

### Competición
Se jugaron dos ruedas de 17 fechas cada una, todos contra todos. 

### Ascenso
El campeón ascendió directamente a la Primera C. Los ubicados del segundo al noveno puesto se enfrentaron en un torneo reducido, por eliminación directa, con ventaja deportiva para los mejor ubicados en la tabla final, y el ganador jugó la promoción contra el penúltimo promedio de la Primera C.

### Desafiliación temporaria
Al final de la temporada, el equipo con el peor promedio fue suspendido en su afiliación por un año.

## Tabla de posiciones final
|  |     | Equipo              | Pts | PJ | G  | E  | P  | GF | GC | Dif |
|  | --- | ------------------- | --- | -- | -- | -- | -- | -- | -- | --- |
|  | 1.  | UAI Urquiza         | 66  | 34 | 18 | 12 | 4  | 58 | 23 | +35 |
|  | 2.  | San Martín (B)      | 64  | 34 | 18 | 10 | 6  | 53 | 23 | +30 |
|  | 3.  | Yupanqui            | 61  | 34 | 18 | 7  | 9  | 44 | 31 | +13 |
|  | 4.  | Liniers             | 57  | 34 | 15 | 12 | 7  | 57 | 38 | +19 |
|  | 5.  | Argentino (Q)       | 56  | 34 | 16 | 8  | 10 | 46 | 26 | +20 |
|  | 6.  | Dock Sud            | 56  | 34 | 16 | 8  | 10 | 46 | 35 | +11 |
|  | 7.  | Cañuelas            | 51  | 34 | 12 | 15 | 7  | 30 | 22 | +8  |
|  | 8.  | Atlas               | 50  | 34 | 13 | 11 | 10 | 49 | 40 | +9  |
|  | 9.  | Victoriano Arenas   | 49  | 34 | 14 | 7  | 13 | 49 | 38 | +11 |
|  | 10. | Ituzaingó           | 49  | 34 | 13 | 10 | 11 | 36 | 36 | 0   |
|  | 11. | Centro Español      | 49  | 34 | 14 | 7  | 13 | 36 | 41 | -5  |
|  | 12. | Deportivo Riestra   | 45  | 34 | 12 | 9  | 13 | 39 | 33 | +6  |
|  | 13. | Claypole            | 44  | 34 | 12 | 8  | 14 | 46 | 49 | -3  |
|  | 14. | Central Ballester   | 37  | 34 | 8  | 13 | 13 | 34 | 48 | -14 |
|  | 15. | Juventud Unida      | 32  | 34 | 9  | 5  | 20 | 27 | 54 | -27 |
|  | 16. | Deportivo Paraguayo | 29  | 34 | 7  | 8  | 19 | 34 | 59 | -25 |
|  | 17. | Lugano              | 28  | 34 | 7  | 7  | 20 | 27 | 52 | -25 |
|  | 18. | Deportivo Muñiz     | 14  | 34 | 3  | 5  | 26 | 14 | 77 | -63 |

|  | Campeón. Ascendió a la Primera C.                              |
|  | Participaron en el Torneo Reducido por el ascenso a Primera C. |
|  | Ganador del torneo reducido                                    |

## Tabla de promedios
| Pos | Equipo              | PJ  | 2007-08 | 2008-09 | 2009-10 | Pts | Promedio |
| --- | ------------------- | --- | ------- | ------- | ------- | --- | -------- |
| 1º  | Argentino (Q)       | 102 | 63      | 68      | 56      | 187 | 1,833    |
| 2º  | Liniers             | 102 | 60      | 56      | 57      | 173 | 1,696    |
| 3º  | Deportivo Riestra   | 102 | 52      | 71      | 45      | 168 | 1,647    |
| 4º  | Atlas               | 102 | 48      | 61      | 50      | 159 | 1,559    |
| 5º  | Victoriano Arenas   | 102 | 55      | 52      | 49      | 156 | 1,529    |
| 6º  | Cañuelas            | 34  | -       | -       | 51      | 51  | 1,500    |
| 7º  | Ituzaingó           | 102 | 54      | 43      | 49      | 146 | 1,431    |
| 8º  | Dock Sud            | 68  | -       | 37      | 56      | 93  | 1,368    |
| 9º  | San Martín (B)      | 68  | -       | 28      | 64      | 92  | 1,353    |
| 10º | Claypole            | 102 | 38      | 49      | 44      | 131 | 1,284    |
| 11º | Lugano              | 102 | 53      | 48      | 28      | 129 | 1,265    |
| 12º | Centro Español      | 68  | -       | 33      | 49      | 82  | 1,206    |
| 13º | Juventud Unida      | 102 | 39      | 50      | 32      | 121 | 1,186    |
| 14º | Deportivo Paraguayo | 102 | 39      | 50      | 29      | 118 | 1,157    |
| 15º | Central Ballester   | 102 | 50      | 29      | 37      | 116 | 1,137    |
| 16º | Yupanqui            | 102 | 22      | 33      | 61      | 116 | 1,137    |
| 17º | UAI Urquiza         | 102 | 34      | 15      | 66      | 115 | 1,127    |
| 18º | Deportivo Muñiz     | 34  | -       | -       | 14      | 14  | 0,412    |

|  | Desafiliado por una temporada. |

## Torneo reducido
|  | Cuartos de final  | Cuartos de final | Cuartos de final |                |   | Semifinales              | Semifinales              | Semifinales              |  |  | Final           | Final           | Final           |
|  | 24 de abril       | 24 de abril      | 24 de abril      |                |   | 28 de abril al 3 de mayo | 28 de abril al 3 de mayo | 28 de abril al 3 de mayo |  |  | 8 al 13 de mayo | 8 al 13 de mayo | 8 al 13 de mayo |
|  |                   |                  |                  |                |   |                          |                          |                          |  |  |                 |                 |                 |
|  | San Martín (B)    | 2                |                  |                |   |                          |                          |                          |  |  |                 |                 |                 |
|  | Victoriano Arenas | 0                |                  |                |   |                          |                          |                          |  |  |                 |                 |                 |
|  | Victoriano Arenas | 0                |                  | San Martín (B) | 1 | 2                        |                          |                          |  |  |                 |                 |                 |
|  |                   |                  |                  | San Martín (B) | 1 | 2                        |                          |                          |  |  |                 |                 |                 |
|  |                   | Atlas            | 1                | 1              |   |                          |                          |                          |  |  |                 |                 |                 |
|  | Atlas             | Atlas            | 1                | 1              | 1 |                          |                          |                          |  |  |                 |                 |                 |
|  | Atlas             |                  |                  |                | 1 |                          |                          |                          |  |  |                 |                 |                 |
|  | Yupanqui          | 0                |                  |                |   |                          |                          |                          |  |  |                 |                 |                 |
|  |                   |                  |                  |                |   |                          |                          |                          |  |  | San Martín (B)  | 1               | 1               |
|  |                   |                  | Liniers          | 2              | 1 |                          |                          |                          |  |  |                 |                 |                 |
|  | Liniers           | 2                |                  |                |   |                          |                          |                          |  |  |                 |                 |                 |
|  | Cañuelas          | 1                |                  |                |   |                          |                          |                          |  |  |                 |                 |                 |
|  | Cañuelas          | 1                |                  | Liniers        | 2 | 2                        |                          |                          |  |  |                 |                 |                 |
|  |                   |                  |                  | Liniers        | 2 | 2                        |                          |                          |  |  |                 |                 |                 |
|  |                   | Argentino (Q)    | 1                | 1              |   |                          |                          |                          |  |  |                 |                 |                 |
|  | Argentino (Q)     | Argentino (Q)    | 1                | 1              | 1 |                          |                          |                          |  |  |                 |                 |                 |
|  | Argentino (Q)     |                  |                  |                | 1 |                          |                          |                          |  |  |                 |                 |                 |
|  | Dock Sud          | 1                |                  |                |   |                          |                          |                          |  |  |                 |                 |                 |

## Promoción Primera C-Primera D
Esta promoción se definió entre Argentino (R) (penúltimo del promedio de la Primera C y el campeón del torneo reducido de la Primera D Liniers y se jugó en partidos de ida y vuelta.
| Liniers                                               | 3 - 1 | Argentino (R) | Juan Antonio Arias | 18 de mayo | 15:00 |
| Argentino (R)                                         | 1 - 0 | Liniers       | José María Olaeta  | 22 de mayo | 15:00 |
| Liniers ascendió a la Primera C con un global de 3-2. |       |               |                    |            |       |

## Goleadores
| Jugador         | Equipo      | Goles |
| --------------- | ----------- | ----- |
| Mariano Panno   | UAI Urquiza | 24    |
| Hugo Palmerola  | Liniers     | 17    |
| Nicolas Aranda  | Claypole    | 15    |
| Diego Leguiza   | Atlas       | 12    |
| Wilson Severino | Atlas       | 11    |